# Mieder

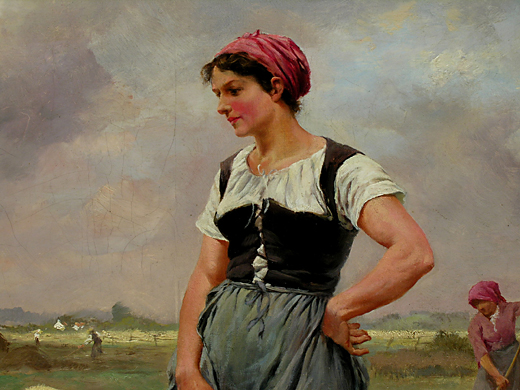
Frau mit Mieder in Julien Joseph – Die Heuernte (Belgien, 19. Jahrhundert)

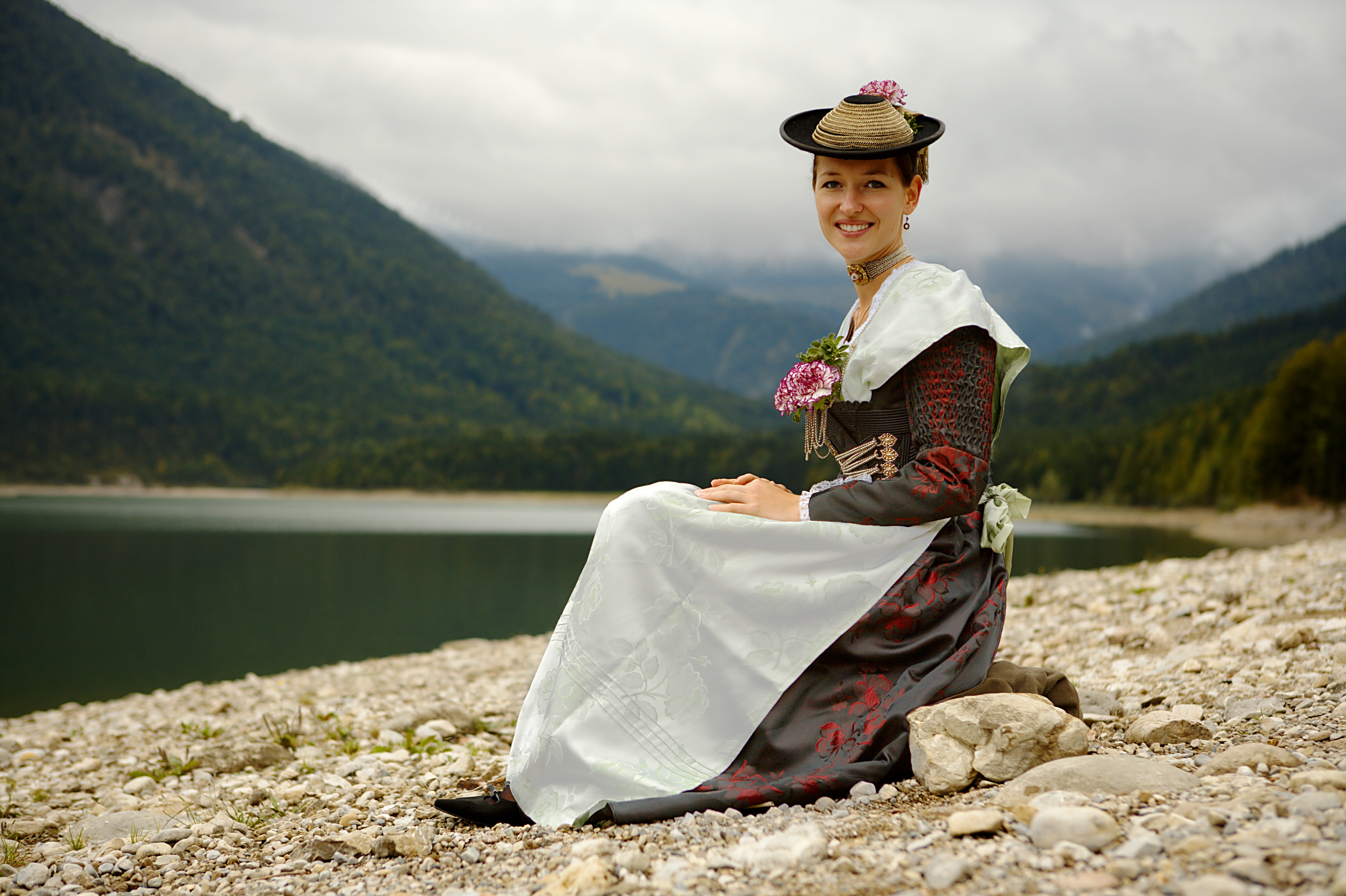
Isarwinkler Miedergewand

Ein Mieder ist ein den Oberkörper eng umschließendes Kleidungsstück, das je nach Kontext das Oberteil eines Kleides (Taille), ein versteiftes Kleidoberteil oder ein Korsett bezeichnet. Es wird heute noch in Volkstrachten z. B. beim Dirndl und als Korsage getragen. Sein Ursprung geht auf die Renaissance etwa Anfang des 16. Jahrhunderts zurück. Das Mieder bzw. Korsett formte die Silhouette der Frau in Europa bis ins frühe 20. Jahrhundert.
Mieder können dabei stützende Unterkleidung sein, über die dann eine (in der Regel eng anliegende) Bluse etc. getragen werden, häufig wird gerade bei Trachten aber auch eine Weste etc. verwendet, die oberhalb einer Bluse getragen wird. In der Regel wird dabei der Busen nach oben gedrückt, um ihn zu betonen, und die Taille wird eingeschnürt, um den Unterschied von Oberweite zu Taille zu betonen.
Mit der Ablösung des Korsetts entstanden die modernen Mieder, die eine größere Bewegungsfreiheit zulassen und trotzdem den Körper formen. Neben dem Korselett entstanden der BH und der Hüfthalter sowie mit dem Aufkommen der Strumpfhose die Miederhose und das Hosenkorselett. Bedingt durch Filme und indem Modemacher die Idee aufgriffen, erlebt das Korsett seit Ende des 20. Jahrhunderts eine Renaissance als Partykleidung.
Medizinisch stellt das Mieder eine die Lendenwirbelsäule stützende elastische Bandage dar, die unterstützend bei der Behandlung von Rückenschmerzen eingesetzt wird.
Ist das Mieder allerdings zu eng, kann es für bestimmte Muskeln auch schädlich sein.
Eine moderne Form des Mieders ist die Shapewear.